# Roggione di Sartirana
Il Roggione di Sartirana è un canale artificiale che attraversa il territorio della Lomellina, in Lombardia. 

## Geografia
Esso è la derivazione più meridionale, dal Sesia; è destinato all'irrigazione di molti terreni, nei comuni di Rosasco, Langosco, Cozzo, Candia, Valle, Breme, Semiana, Mede, Torre Beretti, Frascarolo e Sartirana Lomellina.

### Percorso
Il canale trae origine dal fiume Sesia, in comune di Palestro (PV). 
Più avanti riceve il suo principale affluente: la roggia Gamarra, proveniente dal Novarese (la Gamarra rappresenta il tratto terminale della roggia Bolgora, che attraversa Borgo Vercelli).
Successivamente, il canale prosegue verso sud, attraversando diversi comuni della Lomellina, fino a Sartirana.

## Storia
Fu realizzato nel 1387, per ordine di Gian Galeazzo Maria Visconti, dopo le richieste di Beneventono De' Turtis che ebbe il privilegio di prelevare acque dalla sponda sinistra del fiume Sesia. 
Il canale seguì le sorti del feudo di Sartirana; nel 1452 passò a Cicco Simonetta; nel 1522 passò alla nobile famiglia degli Arborio di Gattinara, che lo mantennero fino alla sua definitiva cessione al Regno Sabaudo, nel 1857. Oggi il canale è gestito dall'ente d'irrigazione "Est Sesia", che controlla tutti i canali della Lomellina.